# Philosyrtis coomansi
Philosyrtis coomansi är en plattmaskart som beskrevs av Martens och Schockaert 1981. Philosyrtis coomansi ingår i släktet Philosyrtis och familjen Otoplanidae. Inga underarter finns listade i Catalogue of Life.